# Доудера, Давид
Да́вид До́удера (чеш. David Douděra; род. 31 мая 1998, Брандис-над-Лабем-Стара-Болеслав) — чешский футболист, полузащитник клуба «Славия» и сборной Чехии. Участник чемпионата Европы 2024.

## Клубная карьера
Доудера — воспитанник клубов «Шаверов», «Виктория Жижков», «Метеор» и столичной «Дуклы». В 2017 году в матче против «Сигмы» он дебютировал в Гамбринус лиге. 20 июля 2018 года в поединке против «Виктории Пльзень» Давид забил свой первый гол за «Дуклу». В начале 2020 года Доудера перешёл в «Младу-Болеслав». 14 февраля в матче против «Динамо Ческе-Будеёвице» он дебютировал за новую команду. 7 марта 2021 года в поединке против «Динамо Ческе-Будеёвице» Давид забил свой первый гол за «Младу-Болеслав».
Летом 2022 года в Доудера перешёл в столичную «Славию». 31 июля в матче против «Градец-Кралове» он дебютировал за новый клуб. 21 августа в поединке против «Пардубице» Давид забил свой первый гол за «Славию». В матчах розыгрыша Лиги Европы 2023/2024 против молдавского «Шерифа», швейцарского «Серветта» и итальянского «Милана» он забил по голу. В 2023 году игрок помог клубу выиграть Кубок Чехии.

## Международная карьера
24 марта 2023 года в отборочном матче чемпионата Европы 2024 против сборной Польши Доудера дебютировал за сборную Чехии. 20 ноября в поединке против сборной Молдовы он забил свой первый гол за национальную команду.

### Статистика выступлений за сборную
| Матчи за сборную Чехии | Матчи за сборную Чехии | Матчи за сборную Чехии | Матчи за сборную Чехии | Матчи за сборную Чехии | Матчи за сборную Чехии    | Матчи за сборную Чехии |
| ---------------------- | ---------------------- | ---------------------- | ---------------------- | ---------------------- | ------------------------- | ---------------------- |
| №                      | Дата                   | Оппонент               | Счёт                   | Голы                   | Соревнование              |                        |
| 1                      | 24 марта 2023          | Польша                 | 3:1                    | -                      | Отборочный матч ЧЕ-2024   |                        |
| 2                      | 20 июня 2023           | Черногория             | 4:1                    | -                      | Товарищеский матч         |                        |
| 3                      | 12 октября 2023        | Албания                | 0:3                    | -                      | Отборочный матч ЧЕ-2024   |                        |
| 4                      | 15 октября 2023        | Фарерские острова      | 1:0                    | -                      | Отборочный матч ЧЕ-2024   |                        |
| 5                      | 17 ноября 2023         | Польша                 | 1:1                    | -                      | Отборочный матч ЧЕ-2024   |                        |
| 6                      | 20 ноября 2023         | Молдова                | 3:0                    | 1                      | Отборочный матч ЧЕ-2024   |                        |
| 7                      | 22 марта 2024          | Норвегия               | 2:1                    | -                      | Товарищеский матч         |                        |
| 8                      | 26 марта 2024          | Армения                | 2:1                    | -                      | Товарищеский матч         |                        |
| 9                      | 10 июня 2024           | Северная Македония     | 2:1                    | -                      | Товарищеский матч         |                        |
| 10                     | 18 июня 2024           | Португалия             | 1:2                    | -                      | ЧЕ-2024. Групповая стадия |                        |
| 11                     | 22 марта 2025          | Фарерские острова      | 2:1                    | -                      | Отборочный матч ЧМ-2026   |                        |
| 12                     | 9 июня 2025            | Хорватия               | 1:5                    | -                      | Отборочный матч ЧМ-2026   |                        |

### Голы за сборную Чехии
| № | Дата           | Место                  | Противник | Счёт | Результат | Соревнование                       |
| - | -------------- | ---------------------- | --------- | ---- | --------- | ---------------------------------- |
| 1 | 20 ноября 2023 | Андрув, Оломоуц, Чехия | Молдовы   | 1:0  | 3:0       | Чемпионат Европы 2024 квалификация |

## Достижения
Клубные
 «Славия» (Прага)
- Обладатель Кубка Чехии — 2022/2023